# Melanoplus murieta
Melanoplus murieta är en insektsart som beskrevs av Rentz, D.C.F. 1978. Melanoplus murieta ingår i släktet Melanoplus och familjen gräshoppor. Inga underarter finns listade i Catalogue of Life.